# Kiêng quang
Kiêng quang (danh pháp khoa học: Burretiodendron brilletii) là một loài thực vật có hoa trong họ Cẩm quỳ. Loài này được Kosterm. mô tả khoa học đầu tiên năm 1960.